# Mine
«Mine» — перший сингл третього студійного альбому американської кантрі-співачки Тейлор Свіфт — Speak Now. В США сингл вийшов 4 серпня 2010 року. Пісня написана Тейлор Свіфт; спродюсована Нейтаном Чапманом та Свіфт. Музичне відео зрежисоване Тейлор Свіфт та Романом Вайтом; відеокліп вийшов 27 серпня 2010 року.

## Музичне відео
Музичне відео зрежисоване Тейлор Свіфт та Романом Вайтом, який раніше працював зі співачкою над відеокліпами до пісень «You Belong With Me» та «Fifteen». Прем'єра музичного відео відбулась 27 серпня 2010 року на каналі CMT.
Станом на березень 2024 року музичне відео мало 318 мільйонів переглядів на відеохостингу YouTube.

## Список пісень
- Цифрове завантаження

1. «Mine» — 3:49

- Цифрове завантаження для Європи[3][4]

1. «Mine» — 3:49

- Цифрове завантаження для Британії[5]

1. «Mine» — 3:49
2. «Mine» (музичне відео) — 3:55

- Цифрове завантаження (поп-мікс)[6][7]

1. «Mine» (версія поп-міксу) — 3:50

- CD версія для Німеччини[8]

1. «Mine» — 3:49
2. «Mine» (версія для США) — 3:51

## Чарти
Тижневі чарти
| Чарт (2010)                               | Місце |
| ----------------------------------------- | ----- |
| Australian Singles Chart                  | 9     |
| Belgium (Ultratop 50 Flanders) (Фландрія) | 48    |
| Canada (Canadian Hot 100)                 | 7     |
| Canada AC (Billboard)                     | 2     |
| Canada CHR/Top 40 (Billboard)             | 18    |
| Canada Country (Billboard)                | 7     |
| Canada Hot AC (Billboard)                 | 9     |
| Eurochart Hot 100 Singles                 | 70    |
| Germany German Singles Chart              | 57    |
| Hungary (Rádiós Top 40)                   | 13    |
| Irish Singles Chart                       | 38    |
| Italian Singles Chart                     | 34    |
| Japan Japanese Singles Chart              | 6     |
| New Zealand Recorded Music NZ             | 16    |
| Slovakia (Singles Digitál Top 100)        | 76    |
| Spanish Singles Chart                     | 19    |
| Swedish Singles Chart                     | 48    |
| UK Singles (Official Charts Company)      | 30    |
| US Billboard Hot 100                      | 3     |
| US Adult Contemporary (Billboard)         | 1     |
| US Adult Top 40 (Billboard)               | 7     |
| US Hot Country Songs (Billboard)          | 3     |
| US Mainstream Top 40 (Billboard)          | 12    |

Річні чарти
| Чарт (2010)                           | Місце |
| ------------------------------------- | ----- |
| Australian Singles Chart              | 86    |
| Canadian Hot 100                      | 51    |
| Hungarian Airplay Chart               | 69    |
| Japanese Top 100                      | 39    |
| U.S. Billboard Hot 100                | 46    |
| US Billboard Country Songs            | 38    |
| US Billboard Adult Pop Songs          | 38    |
| US Billboard Adult Contemporary Songs | 23    |

## Продажі
| Країна               | Сертифікація (таблиця продажів та сертифікатів) | Продажі    |
| -------------------- | ----------------------------------------------- | ---------- |
| Австралія (ARIA)     | 2× Платина                                      | +140,000   |
| Канада (CRIA)        | Платина                                         | +80,000    |
| Нова Зеландія (RMNZ) | Золото                                          | +7,500     |
| США (RIAA)           | 3× Платина                                      | +2,300,000 |

## Історія релізів
| Країна    | Дата           | Формат               | Лейбл       |
| --------- | -------------- | -------------------- | ----------- |
| США       | 4 серпня 2010  | Цифрове завантаження | Big Machine |
| США       | 24 серпня 2010 | Mainstream radio     | Big Machine |
| США       | 27 серпня 2010 | Музичне відео        | Big Machine |
| ЄС        | 31 серпня 2010 | Цифрове завантаження | Big Machine |
| Британія  | 31 серпня 2010 | Цифрове завантаження | Big Machine |
| Британія  | 18 жовтня 2010 | CD-сингл             | Big Machine |
| Німеччина | 22 жовтня 2010 | CD-сингл             | Big Machine |